# Charly Danone
Charly Danone (Carlos Ruiz, La Rioja, 18 de febrero de 1960), también conocido como Charly D, es un cantante de música de baile. En los años 80 fue uno de los pioneros en España de los movimientos Hi-NRG (High Energy) e  italo-disco gracias a sus sencillos Ain’t got a chance (84), Ed io ti trovero (86), You can do it (87) y Take to bed (88).
La tienda de discos Blanco y Negro, nacida en el año 1980 en Barcelona, dedicada a la venta de discos de importación, decidió crear su propio sello discográfico en 1984 y lanzar a un artista propio. En este contexto, Charly Danone grabó su primer disco en los estudios Aura de Barcelona, con producción de Felix B. Mangione. El sencillo, “Ain’t got a chance”, pertenece al género que hoy conocemos como Hi-NRG, que en aquel momento daba sus primeros pasos en España. La potencia y el innovador sonido del tema resultante cosechó un éxito mayor de los esperado, lo que llevó a Charly Danone a realizar giras por Italia y España, actuando especialmente en Cataluña, donde este estilo musical cobró mucha fuerza, generando un movimiento que más tarde se bautizó como Sabadell Sound. Después de este primer sencillo le sucedieron tres más: “Ed io ti trovero” (1986), que evolucionó hacia el Italo Disco, y you “You can do it” (1987) y “Take to bed”, con un sonido ya acorde con el Eurodisco de finales de la década.
En 2017, a los 56 años, tras más de dos décadas apartado del mundo de la música, Charly Danone vuelve al escenario con un concierto en la sala de El Cel de Badalona. A raíz de este regreso el productor Tony Costa le ofreció volver a crear temas high-energy, colaboración que se materializó en los sencilo Go! de la mano de Gloobal Music y I live in my dream junto a Magic Sound Records. En diciembre de ese mismo año emprendió una gira a por México y California con la que reafirmó su regreso a la pista de baile, destacando su actuación ante varios miles de personas en el Deportivo Eduardo Molina de la Ciudad de México, ciudad en la que el H-NRG cuenta con miles de seguidores y numerosos locales y festivales dedicados a este género musical.
En 2018 el estilo de Charly Danone evoluciona hacia el pop dance, techno dance y tropical house pop con el sencillo No pares (Don't stop me baby), del productor Diego Magne, y el disco producido por Nacho Romero y presentado con una actuación en la emblemática sala Bikini en Barcelona.
Su último lanzamiento, producido por Bob García, es el tema dance Feel Your Body (2018).

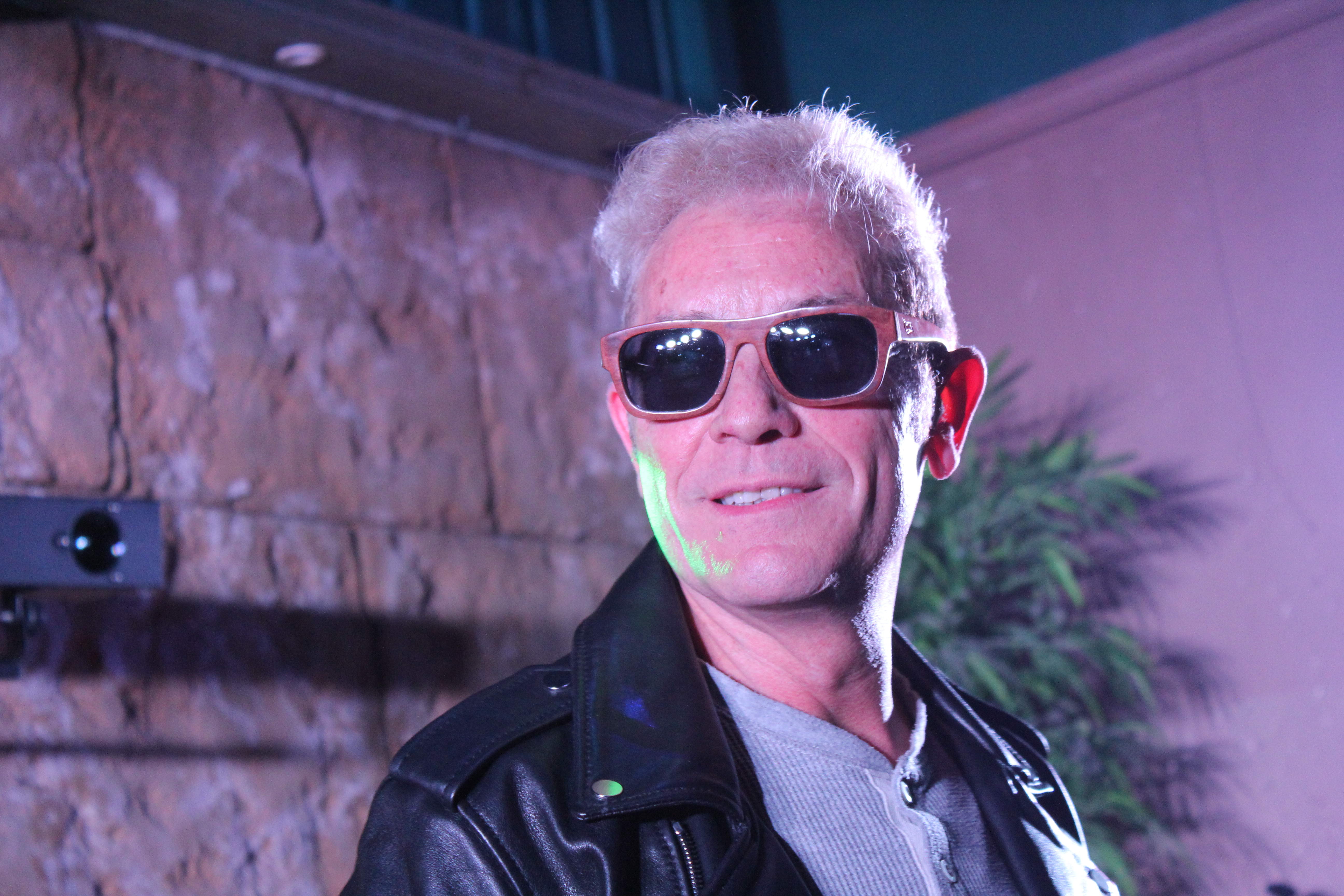
Charly Danone Live, 2017 Sala El Cel, Badalona

## Discografía
- 1984 “Ain’t got a chance”, Blanco y Negro Music
- 1986 “Ed io ti trovero”, Indalo Music
- 1987 “You can do it”, Blanco y Negro Music
- 1988 “Take to bed”, Blanco y Negro Music
- 2017  Go! Gloobal Music
- 2017 I live in my dream, Magic Sound Records
- 2018 No pares (Don't stop me baby)
- 2018 Charly D
- 2018 Feel Your Body

## Estilos relacionados
- Eurodisco
- Hi-NRG
- Italo dance
- Electro funk
- New beat
- New Wave
- Space disco
- Synth pop
- Eurobeat
- Sabadell Sound
- Tropical house pop
- Pop dance
- Techno dance